# Piotr Bołotnikow
Piotr Grigoriewicz Bołotnikow (ros. Пётр Григорьевич Болотников; ur. 8 marca 1930 w Zinowkinie w Mordwińskim Obwodzie Autonomicznym, zm. 20 grudnia 2013 w Moskwie) – radziecki (rosyjski) lekkoatleta długodystansowiec, mistrz olimpijski.

## Życiorys
Rozpoczął uprawianie lekkiej atletyki w wieku 20 lat podczas służby w Armii Radzieckiej. Wystąpił na igrzyskach olimpijskich w 1956 w Melbourne, gdzie zajął 9. miejsce w biegu na 5000 metrów i 16. miejsce w biegu na 10 000 metrów. W 1957 niespodziewanie został mistrzem ZSRR w biegu na 10 000 metrów, wygrywając z mistrzem olimpijskim Wołodymyrem Kucem o 0,2 sekundy. Zdobywał mistrzostwo ZSRR na 5000 metrów i 10 000 metrów od 1958 do 1962; w 1964 zwyciężył na 10 000 metrów, a w 1958 w biegu przełajowym.
Podczas igrzysk olimpijskich w 1960 w Rzymie Bołotnikow pewnie kontrolował bieg na 10 000 metrów, wygrywając z przewagą 5 sekund nad Hansem Grodotzkim z Niemiec. 5 października 1960 w Kijowie poprawił należący do Kuca rekord świata na tym dystansie o blisko 12 sekund osiągając czas 28:18,8. Poprawił ten rekord 11 sierpnia 1962 w Moskwie wynikiem 28:18,2.
Na mistrzostwach Europy w 1962 w Belgradzie pewnie wygrał bieg na 10 000 metrów, a w biegu na 5000 metrów zdobył brązowy medal (za Bruce’em Tullohem i Kazimierzem Zimnym). Na igrzyskach olimpijskich w 1964 w Tokio zajął dopiero 25. miejsce w biegu na 10 000 metrów. W 1965 zakończył wyczynowe uprawianie sportu.
W 1960 został odznaczony Orderem Lenina.